# Stafford Howard
Pour les articles homonymes, voir Howard.
Edward Stafford Howard (28 novembre 1851 - 8 avril 1916), est un homme politique et magistrat libéral britannique.

## Jeunesse et formation
Membre de l'influente famille Howard dirigée par le duc de Norfolk, il est le deuxième fils de Henry Howard, fils de Lord Henry Howard-Molyneux-Howard et neveu de Bernard Howard (12e duc de Norfolk). Sa mère est Charlotte Caroline Georgina Long, fille de Henry Lawes Long et Catharine Long de Hampton Lodge, Surrey. Il est le frère cadet de Henry Howard et le frère aîné d'Esmé Howard (1er baron Howard de Penrith) . Il fait ses études à la Harrow School et au Trinity College de Cambridge. Il est appelé au barreau d'Inner Temple.

## Carrière politique
Howard entre au Parlement comme l'un des deux députés de Cumberland East lors d'une élection partielle en 1876, siège qu'il occupe jusqu'en 1885, date à laquelle la circonscription est abolie en vertu de la Redistribution of Seats Act de 1885 . Aux élections générales de 1885, il est élu député de Thornbury jusqu'à ce qu'il soit battu aux élections de 1886 . Il est brièvement Sous-secrétaire d'État à l'Inde d'avril à juillet 1886 dans la troisième administration éphémère de William Ewart Gladstone. Howard est plus tard commissaire principal des bois et forêts. Il est nommé Compagnon de l'Ordre du Bain (CB) dans les honneurs d'anniversaire de 1900 et Chevalier Commandeur de l'Ordre du Bain (KCB) dans les honneurs d'anniversaire de 1909. Il est maire de la ville de Llanelly de 1913 à 1916 . Il est commissaire ecclésiastique de 1914 à sa mort. Il est également juge de paix et lieutenant adjoint du Gloucestershire .

## Famille

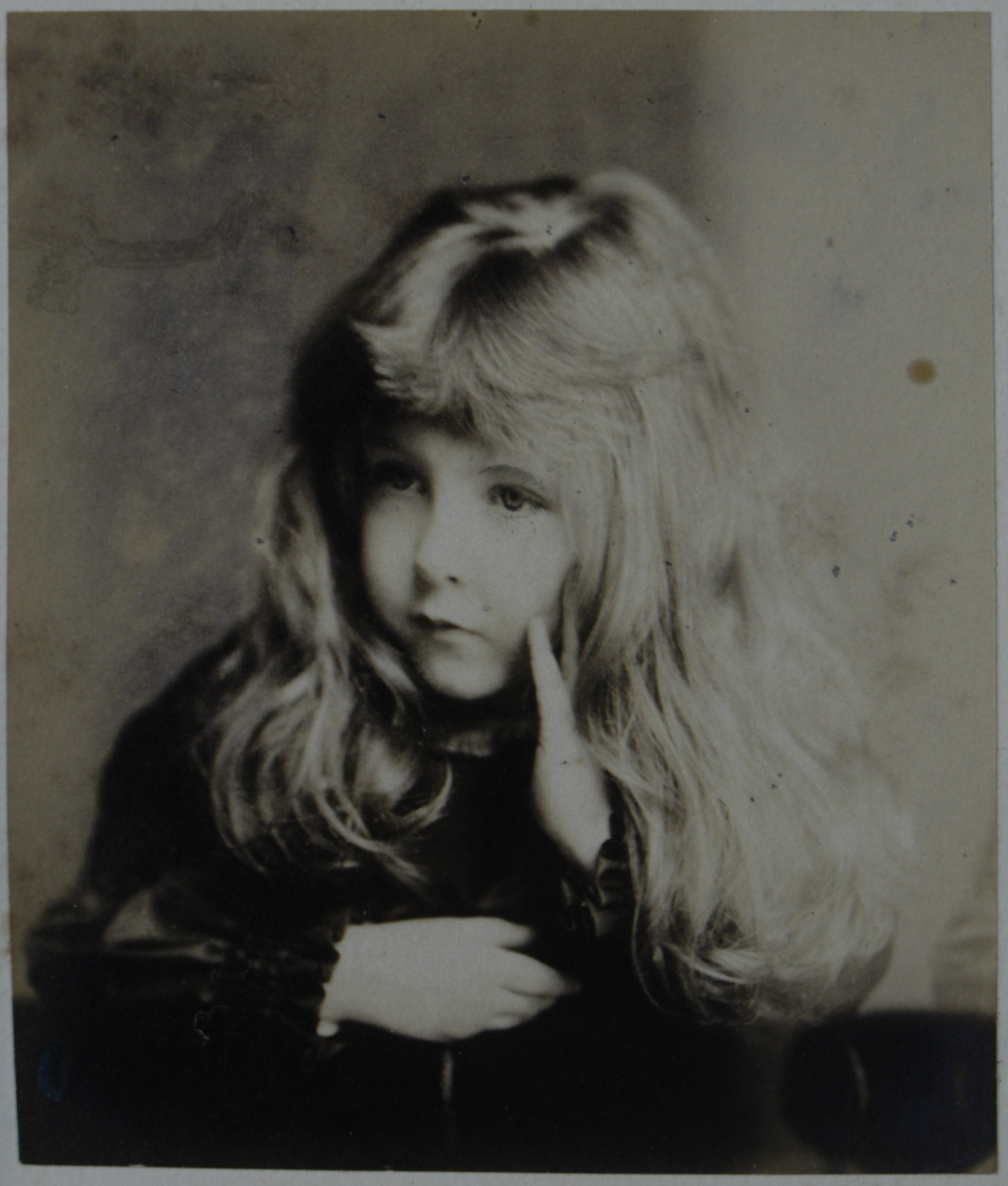
Catherine Meriel (Alcyone), Lady Stepney-Howard (1876-1952), enfant.

Howard épouse d'abord Lady Rachel Anne Georgina, fille de John Campbell (2e comte Cawdor), en 1876. Elle meurt en 1906, laissant un fils, Sir Algar Howard, officier d'armes au College of Arms de Londres, et deux filles, Ruth et Alianore.
Il se remarie en 1911, à Catharine Meriel  seule enfant de Sir Arthur Cowell-Stepney, 11e baronnet, et de Margaret Warren, quatrième fille de George Warren (2e baron de Tabley). Après la mort de Howard, à l'âge de 64 ans en 1916, Lady Howard termine son mandat en tant que maire de Llanelly. Elle est juge de paix de 1920, conseiller du comté de Carmarthenshire et une Dame de l'Ordre de Saint-Jean . Elle obtient l'autorisation, par licence royale, de prendre le nom de famille supplémentaire de Stepney en 1922, et est décédée le 8 juin 1952. Ils ont deux enfants :
- Margaret Catherine Marged Stepney Howard Stepney (Londres, 20 janvier 1913-Londres, 22 janvier 1953) [8]. Elle épouse en 1933 Patrick Wyndham Murray-Threipland (1904-1957), fils unique du colonel William Murray Threipland, a un fils et divorce en 1938. Plus tard, elle est une amie et une patronne de Dylan Thomas.

- Stafford Vaughan Stepney Howard, (3 septembre 1915 - 1991). Il change son nom de famille de Howard-Stepney à Howard  en août 1950, héritant des domaines familiaux de Cumbria, dont le château de Greystoke [9]. Il est conseiller de paroisse et de comté, président du Penrith and Border Liberal Party, président du Ullswater Outward Bound Trust, siège au Lake District Planning Board et à l'Ullswater Preservation Society[10], et est Haut Shérif de Cumbria en 1979. Il épouse Ursula Priscilla Marie Gabrielle, fille du colonel Sir James Horlick, Le 15 juillet 1936 (ils divorcent en 1940), et se remarie à Mary Gracia (1913-2004), fille de George Wilder Neville, de Portsmouth, Virginie et New York, le 24 octobre 1940. Gracia devient administratrice de l'hôpital Shrewsbury de Sheffield en 1965. Par sa première épouse, il a le mathématicien du GCHQ Nicholas Stafford Howard (20 juillet 1937-17 février 2008) [11] et par sa seconde, il a deux filles et un autre fils, le lieutenant-colonel Murray Bernard Neville Cyprian Howard, OBE (né en 1942), qui hérite du château de Greystoke.